# Camilla Borsotti
Camilla Borsotti (Lanzo Torinese, 2 febbraio 1988) è un'ex sciatrice alpina italiana specialista delle gare veloci (discesa libera e supergigante).

## Biografia
Nata a Lanzo Torinese e originaria di Bardonecchia, Camilla Borsotti è nipote di Monica e sorella di Giovanni, anche loro sciatori alpini, e ha iniziato a partecipare a gare FIS nel dicembre del 2003; in Coppa Europa ha esordito il 2 dicembre 2004 a Åre in slalom speciale (33ª) e ha conquistato il primo podio il 6 febbraio successivo a Castelrotto in supergigante (3ª). Ha fatto il proprio esordio in Coppa del Mondo il 29 dicembre 2005 nello slalom speciale di Lienz, senza però finire la gara. Il 5 marzo del 2006 ha conquistato il primo risultato prestigioso della sua carriera, la medaglia d'argento nel supergigante ai Mondiali juniores del Québec. Il 22 dicembre 2007 ha colto a Sankt Anton am Arlberg in supercombinata il suo miglior piazzamento di carriera in Coppa del Mondo: un 7º posto che avrebbe poi replicato il 4 marzo 2011 a Tarvisio sempre in supercombinata.
Il 20 novembre 2009 a Wittenburg in slalom speciale indoor e il 20 gennaio 2010 a Sankt Moritz in supergigante ha colto i due successi della sua carriera in Coppa Europa; il 2 marzo 2014 ha disputato a Crans-Montana la sua ultima gara di Coppa del Mondo (31ª in discesa libera). Il 13 marzo 2014 ha ottenuto a Soldeu in supergigante il suo ultimo podio in Coppa Europa (3ª); si è ritirata al termine della stagione 2015-2016 e l'ultima gara della Borsotti è stato il supergigante dei Campionati italiani 2016 svoltosi il 25 marzo a Sella Nevea. In carriera non ha preso parte né a rassegne olimpiche né iridate.

## Palmarès

### Mondiali juniores
- 1 medaglia:
  - 1 argento (supergigante a Québec 2006)

### Coppa del Mondo
- Miglior piazzamento in classifica generale: 72ª nel 2012

### Coppa Europa
- Miglior piazzamento in classifica generale: 7ª nel 2010
- 13 podi:
  - 2 vittorie
  - 2 secondi posti
  - 9 terzi posti

#### Coppa Europa - vittorie
| Data             | Località     | Paese    | Specialità |
| ---------------- | ------------ | -------- | ---------- |
| 20 novembre 2009 | Wittenberg   | Germania | SL         |
| 20 gennaio 2010  | Sankt Moritz | Svizzera | SG         |

Legenda:

SG = supergigante

SL = slalom speciale

### Campionati italiani
- 10 medaglie[3][4][5]:
  - 2 ori (combinata nel 2010; supercombinata nel 2014)
  - 5 argenti (supergigante nel 2005; discesa libera, supergigante nel 2011; supergigante nel 2013; supergigante nel 2014)
  - 3 bronzi (combinata nel 2005; discesa libera nel 2013; discesa libera nel 2014)

### Campionati italiani juniores
- 5 medaglie:
  -  1 oro (slalom speciale nel 2004)
  -  3 argenti (discesa libera, supergigante, slalom gigante nel 2004)
  -  1 bronzo (discesa libera nel 2005)[senza fonte]